# خوده‌ریده
خوده‌ریده (به هلندی: Goedereede) یک منطقهٔ مسکونی در هلند است که در خوری-افرفلاکی واقع شده‌است. خوده‌ریده ۱۵۳٫۸۵ کیلومتر مربع مساحت و ۲٬۰۵۰ نفر جمعیت دارد.